# HD 113538
HD 113538 — одиночная звезда в созвездии Центавра. Находится на расстоянии около 52 световых лет от Солнца. Вокруг звезды обращается, как минимум, две планеты.

## Характеристики
Звезда представляет собой оранжевый карлик спектрального класса K9 с массой 0,7 массы Солнца. Радиус — 0,65 радиуса Солнца. Температура поверхности звезды существенно ниже температуры Солнца — она составляет приблизительно 4685 кельвинов. Светимость — 0,09 светимости Солнца. Возраст звезды оценивается в 1,3 миллиарда лет.

## Планетная система
В 2010 году группой астрономов, работающих в рамках программы HARPS, было объявлено об открытии планет HD 113538 b и HD 113538 c в данной системе. Обе планеты представляют собой газовый гиганты — массивные планеты с обширной атмосферой, не имеющие твёрдой поверхности. Открытие было совершено методом измерения лучевых скоростей родительской звезды.
Первоначально предполагалось, что внутренняя планета b по массе сравнима с Сатурном и она обращается на расстоянии 0,71 а. е. от родительской звезды, а год на ней длится около 263 суток. Планета же c при массе 0,71 массы Юпитера обращается на расстоянии 2,43 а. е. от звезды, совершая полный оборот за 1657 суток. В 2014 году было уточнено, что планеты b и c имеют периоды 663±8 и 1818±25 дней, орбитальные эксцентриситеты — 0,14±0,08 и 0,20±0,04, а минимальные массы — 0,36±0,04 и 0,93±0,06 масс Юпитера соответственно.